# Цимена
Цимена (грч. Θύμαινα) је мало грчко острво у оквиру префектуре Самос, у источном Егејском мору. Цимена се налази западно од острва Фурни Корсеон, па је административни део те општине. За његово име се каже да потиче од грчке речи за мајчину душицу, која расте широм острва. Острво Цимена има 140 становника, а површина је 10 км².